# David Droux

Der von David Droux beim 24-Stunden-Rennen von Le Mans 2022 gefahrene Oreca 07 (Startnummer 39)

David Droux (* 19. Februar 1997 in Lausanne) ist ein Schweizer Autorennfahrer.

## Karriere als Rennfahrer
Nach drei Rennen im Forel-BMW-Talent-Cup 2013, fuhr David Droux 2014 eine komplette Saison in der französischen Formel-4-Meisterschaft, die er als Zwölfter beendete (Meister Lasse Sørensen). 2015 betritt er noch drei Rennen im Formel Renault Eurocup und gewann danach die V de V Challenge Monoplace, eine Monoposto-Nachwuchsserie.
2016 wechselte David Droux in den Sportwagensport und startete für Duqueine Engineering in der European Le Mans Series. Er fuhr einen Ligier JS P3 der LMP3-Klasse, mit dem er gemeinsam mit David Hallyday und Dino Lunardi das 4-Stunden-Rennen von Barcelona gewann. Droux etablierte sich als regelmässiger Teilnehmer dieser Rennserie, wo er 2020 auf einem Ligier JS P320 Dritter in der LMP3-Klasse wurde. 2022 wechselte er in die LMP2-Klasse, gewann die Asian Le Mans Series und gab sein Debüt beim 24-Stunden-Rennen von Le Mans. Gemeinsam mit Éric Trouillet und Sébastien Page erreichte er im Graff-Racing-Oreca 07 den 33. Gesamtrang.

## Statistik

### Le-Mans-Ergebnisse
| Jahr | Team         | Fahrzeug | Teamkollege    | Teamkollege    | Platzierung | Ausfallgrund |
| ---- | ------------ | -------- | -------------- | -------------- | ----------- | ------------ |
| 2022 | Graff Racing | Oreca 07 | Éric Trouillet | Sébastien Page | Rang 33     |              |

### Einzelergebnisse in der FIA-Langstrecken-Weltmeisterschaft
| Saison | Team         | Rennwagen | 1   | 2   | 3   | 4   | 5   | 6   |
| ------ | ------------ | --------- | --- | --- | --- | --- | --- | --- |
| 2022   | Graff Racing | Oreca 07  | SEB | SPA | LEM | MON | FUJ | BAH |
| 2022   | Graff Racing | Oreca 07  | 33  |     |     |     |     |     |